# مرکز فوتبال چانگون
مرکز فوتبال چانگون (به لاتین: Changwon Football Center) یک ورزشکاه فوتبال در کره جنوبی است که در چانگ‌وون واقع شده‌است.